# 2011年のアメリカンリーグチャンピオンシップシリーズ
2011年の野球において、メジャーリーグベースボール（MLB）のポストシーズンは9月30日に開幕した。アメリカンリーグの第42回リーグチャンピオンシップシリーズ（英語: 42nd American League Championship Series、以下「リーグ優勝決定戦」と表記）は、10月8日から15日にかけて計6試合が開催された。その結果、テキサス・レンジャーズ（西地区）がデトロイト・タイガース（中地区）を4勝2敗で下し、2年連続2回目のリーグ優勝およびワールドシリーズ進出を果たした。
両球団がポストシーズンで対戦するのはこれが初めて。レンジャーズは、1998年から2001年にかけてのニューヨーク・ヤンキース以来10年ぶりのアメリカンリーグ連覇を成し遂げた。また、ポストシーズンの7戦4勝制シリーズにおいて4勝全てで救援投手が勝利投手となったのは、1997年アメリカンリーグ優勝決定戦のクリーブランド・インディアンスに次いで14年ぶり2球団目である。その4勝のうち第2戦ではネルソン・クルーズが、記録上はポストシーズン史上初となるサヨナラの満塁本塁打を放った。クルーズはその一打を含め、6試合で打率.364・6本塁打・13打点・OPS 1.713を記録し、シリーズMVPに選出された。しかしレンジャーズは、ワールドシリーズではナショナルリーグ王者セントルイス・カージナルスに3勝4敗で敗れ、初優勝を逃した。

## 両チームの2011年
10月4日にまずレンジャーズ（西地区優勝）が、そして6日にはタイガース（中地区優勝）が、それぞれ地区シリーズ突破を決めてリーグ優勝決定戦へ駒を進めた。
レンジャーズは2010年、90勝72敗で地区を制してポストシーズンへ進み、リーグ優勝を果たしたがワールドシリーズで敗れた。オフにはエース左腕クリフ・リーがFAとなったため再契約を目指すも失敗し、補強計画を変更して野手のエイドリアン・ベルトレやマイク・ナポリを獲得した。2011年は開幕6連勝と好調な出だしで、ロサンゼルス・エンゼルスとの地区首位争いを優位に進め、前半戦終了時には51勝41敗で1.0ゲーム差の首位につける。中軸のジョシュ・ハミルトンらが故障により戦線離脱した時期もあったが、マイケル・ヤングがチーム内打率1位・打点2位の活躍で打線を支え、守備でも内野の複数ポジションをこなして他選手の負担を軽減した。救援失敗がかさむ投手陣には7月末のトレードで上原浩治とマイク・アダムスが加わり、8月以降は不振の抑え投手ネフタリ・フェリスも復調した。エンゼルスとのゲーム差は8月17日に7.0まで開き、そこから9月10日には1.5になるなど伸び縮みがあったものの、首位の座は譲らず。同月23日に地区連覇を決めた。平均得点5.28はリーグ3位、防御率3.79はリーグ5位。ベルトレは優れた三塁守備を披露し、ナポリは捕手と一塁をこなしつつ、ともに打率.300前後・30本塁打以上と打撃でも好成績を収めた。投手陣もリーを失いながら防御率が球団史上28年ぶりの高水準となり、特に先発ローテーションでは5人が2桁勝利を挙げた。地区シリーズではタンパベイ・レイズを3勝1敗で下した。
タイガースは、2010年は81勝81敗の地区3位でポストシーズンを逃した。オフの補強では、打線でミゲル・カブレラの後ろを担う5番打者候補にビクター・マルティネスを、救援投手陣で8回を担うセットアッパー候補にホアキン・ベノワを、それぞれ獲得した。2011年は3・4月を12勝15敗と負け越して出遅れるが、その後は巻き返してクリーブランド・インディアンスと地区首位争いを展開し、前半戦終了時には49勝43敗で0.5ゲーム差ながら首位に立つ。ただ、打線ではOPS上位4人と下位4人の平均差がMLB史上最大級に開き、投手陣でも防御率が4.50より良い先発はエースのジャスティン・バーランダー以外にいなかった。そこでチームは、7月末にトレードで先発投手ダグ・フィスターや内野手ウィルソン・ベテミーを加え、8月中旬にもウェイバーを介して外野手デルモン・ヤングを補強した。フィスターは移籍後防御率1点台と好投し、ベテミーやD・ヤングも打線を下支えした。インディアンスとのゲーム差は9月2日からの12連勝で13.5まで広がる。1敗を挟んで同月16日にも勝利し、5年ぶりのポストシーズン出場を地区優勝で決めた。平均得点4.86はリーグ4位、防御率4.04はリーグ7位。バーランダーが投手三冠を総なめにする活躍でチームを牽引し、救援陣もベノワが序盤の不振を脱却してからは安定、最後はホセ・バルベルデがセーブ失敗なしと抑えの重責を果たした。地区シリーズではニューヨーク・ヤンキースを3勝2敗で下した。
リーグ優勝決定戦の第1・2・6・7戦を本拠地で開催できる "ホームフィールド・アドバンテージ" は、地区優勝球団どうしが対戦する場合はレギュラーシーズンの勝率がより高いほうの球団に、地区優勝球団とワイルドカード球団が対戦する場合は地区優勝球団に与えられる。したがって今シリーズでは、レンジャーズがアドバンテージを得る。この年のレギュラーシーズンでは両球団は9試合対戦し、タイガースが6勝3敗と勝ち越していた。

## ロースター
両チームの出場選手登録（ロースター）は以下の通り。
- 名前の横の★はこの年のオールスターゲームに選出された選手を、＃はレギュラーシーズン開幕後に入団した選手を示す。
- 年齢は今シリーズ開幕時点でのもの。

| テキサス・レンジャーズ | テキサス・レンジャーズ | テキサス・レンジャーズ | テキサス・レンジャーズ  | テキサス・レンジャーズ | テキサス・レンジャーズ | テキサス・レンジャーズ | デトロイト・タイガース | デトロイト・タイガース | デトロイト・タイガース | デトロイト・タイガース      | デトロイト・タイガース | デトロイト・タイガース | デトロイト・タイガース |
| 守備位置               | 背番号                 | 出身                   | 選手                    | 投                     | 打                     | 年齢                   | 守備位置               | 背番号                 | 出身                   | 選手                        | 投                     | 打                     | 年齢                   |
| ---------------------- | ---------------------- | ---------------------- | ----------------------- | ---------------------- | ---------------------- | ---------------------- | ---------------------- | ---------------------- | ---------------------- | --------------------------- | ---------------------- | ---------------------- | ---------------------- |
| 投手                   | 37                     | アメリカ合衆国の旗     | マイク・アダムス＃      | 右                     | 右                     | 33                     | 投手                   | 62                     | ドミニカ共和国の旗     | アル・アルバカーキ          | 右                     | 右                     | 25                     |
| 投手                   | 39                     | アメリカ合衆国の旗     | スコット・フェルドマン  | 右                     | 左                     | 28                     | 投手                   | 53                     | ドミニカ共和国の旗     | ホアキン・ベノワ            | 右                     | 右                     | 34                     |
| 投手                   | 30                     | ドミニカ共和国の旗     | ネフタリ・フェリス      | 右                     | 右                     | 23                     | 投手                   | 40                     | アメリカ合衆国の旗     | フィル・コーク              | 左                     | 左                     | 29                     |
| 投手                   | 51                     | アメリカ合衆国の旗     | マイク・ゴンザレス＃    | 左                     | 右                     | 33                     | 投手                   | 58                     | アメリカ合衆国の旗     | ダグ・フィスター＃          | 右                     | 左                     | 27                     |
| 投手                   | 54                     | アメリカ合衆国の旗     | マット・ハリソン        | 左                     | 左                     | 26                     | 投手                   | 31                     | アメリカ合衆国の旗     | ブラッド・ペニー            | 右                     | 右                     | 33                     |
| 投手                   | 45                     | アメリカ合衆国の旗     | デレク・ホランド        | 左                     | 両                     | 25                     | 投手                   | 45                     | アメリカ合衆国の旗     | ライアン・ペリー            | 右                     | 右                     | 24                     |
| 投手                   | 48                     | アメリカ合衆国の旗     | コルビー・ルイス        | 右                     | 右                     | 32                     | 投手                   | 48                     | アメリカ合衆国の旗     | リック・ポーセロ            | 右                     | 右                     | 22                     |
| 投手                   | 41                     | ドミニカ共和国の旗     | アレクシー・オガンド★   | 右                     | 右                     | 28                     | 投手                   | 37                     | アメリカ合衆国の旗     | マックス・シャーザー        | 右                     | 右                     | 27                     |
| 投手                   | 28                     | アメリカ合衆国の旗     | ダレン・オリバー        | 左                     | 右                     | 41                     | 投手                   | 55                     | アメリカ合衆国の旗     | ダニエル・シュレーレス      | 左                     | 左                     | 25                     |
| 投手                   | 22                     | 日本の旗               | 建山義紀                | 右                     | 右                     | 35                     | 投手                   | 46                     | ドミニカ共和国の旗     | ホセ・バルベルデ★           | 右                     | 右                     | 33                     |
| 投手                   | 19                     | 日本の旗               | 上原浩治＃              | 右                     | 右                     | 36                     | 投手                   | 35                     | アメリカ合衆国の旗     | ジャスティン・バーランダー★ | 右                     | 右                     | 28                     |
| 投手                   | 36                     | アメリカ合衆国の旗     | C.J.ウィルソン★         | 左                     | 左                     | 30                     | 捕手                   | 13                     | アメリカ合衆国の旗     | アレックス・アビラ★         | 右                     | 左                     | 24                     |
| 捕手                   | 25                     | アメリカ合衆国の旗     | マイク・ナポリ          | 右                     | 右                     | 29                     | 捕手                   | 41                     | ベネズエラの旗         | ビクター・マルティネス      | 右                     | 両                     | 32                     |
| 捕手                   | 8                      | ベネズエラの旗         | ヨービット・トレアルバ  | 右                     | 右                     | 33                     | 捕手                   | 18                     | プエルトリコの旗       | オミール・サントス          | 右                     | 右                     | 30                     |
| 内野手                 | 1                      | ベネズエラの旗         | エルビス・アンドラス    | 右                     | 右                     | 23                     | 内野手                 | 20                     | ドミニカ共和国の旗     | ウィルソン・ベテミー＃      | 右                     | 両                     | 29                     |
| 内野手                 | 29                     | ドミニカ共和国の旗     | エイドリアン・ベルトレ★ | 右                     | 右                     | 32                     | 内野手                 | 24                     | ベネズエラの旗         | ミゲル・カブレラ★           | 右                     | 右                     | 28                     |
| 内野手                 | 6                      | ドミニカ共和国の旗     | エステバン・ヘルマン    | 右                     | 右                     | 33                     | 内野手                 | 15                     | アメリカ合衆国の旗     | ブランドン・インジ          | 右                     | 右                     | 34                     |
| 内野手                 | 5                      | アメリカ合衆国の旗     | イアン・キンズラー      | 右                     | 右                     | 29                     | 内野手                 | 27                     | ドミニカ共和国の旗     | ジョニー・ペラルタ★         | 右                     | 右                     | 29                     |
| 内野手                 | 18                     | アメリカ合衆国の旗     | ミッチ・モアランド      | 左                     | 左                     | 26                     | 内野手                 | 39                     | ドミニカ共和国の旗     | ラモン・サンティアゴ        | 右                     | 両                     | 32                     |
| 内野手                 | 10                     | アメリカ合衆国の旗     | マイケル・ヤング★       | 右                     | 右                     | 35                     | 内野手                 | 29                     | アメリカ合衆国の旗     | ダニー・ワース              | 右                     | 右                     | 26                     |
| 外野手                 | 9                      | ベネズエラの旗         | エンディ・チャベス      | 左                     | 左                     | 33                     | 外野手                 | 12                     | アメリカ合衆国の旗     | アンディ・ダークス          | 左                     | 左                     | 25                     |
| 外野手                 | 17                     | ドミニカ共和国の旗     | ネルソン・クルーズ      | 右                     | 右                     | 31                     | 外野手                 | 14                     | アメリカ合衆国の旗     | オースティン・ジャクソン    | 右                     | 右                     | 24                     |
| 外野手                 | 23                     | アメリカ合衆国の旗     | クレイグ・ジェントリー  | 右                     | 右                     | 27                     | 外野手                 | 32                     | アメリカ合衆国の旗     | ドン・ケリー                | 右                     | 左                     | 31                     |
| 外野手                 | 32                     | アメリカ合衆国の旗     | ジョシュ・ハミルトン★   | 左                     | 左                     | 30                     | 外野手                 | 30                     | ベネズエラの旗         | マグリオ・オルドニェス[※]   | 右                     | 右                     | 37                     |
| 外野手                 | 7                      | アメリカ合衆国の旗     | デビッド・マーフィー    | 左                     | 左                     | 29                     | 外野手                 | 25                     | アメリカ合衆国の旗     | ライアン・レイバーン        | 右                     | 右                     | 30                     |
|                        |                        |                        |                         |                        |                        |                        | 外野手                 | 21                     | アメリカ合衆国の旗     | デルモン・ヤング＃[※]       | 右                     | 右                     | 26                     |

※  第1戦終了後にオルドニェスが故障のためロースターを外れ、第2戦からはD・ヤングが代わりに登録された。
レンジャーズは地区シリーズのロースターから、捕手のマット・トレーナーを外して救援投手の建山義紀を加えた。主力捕手マイク・ナポリとヨービット・トレアルバはともに右打者であるため、地区シリーズの対戦相手タンパベイ・レイズが左投手を先発させた際に、レンジャーズはどちらかを他のポジションに入れてふたりを同時に起用することができた。しかしタイガースの場合は先発投手が右投手しかおらず、第3捕手のトレーナーをロースター入りさせてまでこうした布陣を組む必要性が薄くなったことから、代わりに投手の層を厚くすることにした。
タイガースは地区シリーズのロースターから、外野手のデルモン・ヤングを外して内野手のダニー・ワースを加えた。D・ヤングは地区シリーズで全5試合に3番・左翼で先発出場し、3本塁打・OPS 1.171を記録したが、最終第5戦の第4打席で左脇腹を痛め、その裏の守備から交代した。彼は同じ箇所をこの年の春先にも痛めていて、そのときは19試合を欠場している。負傷した試合から2日が経った今シリーズ初日の時点でも、打撃練習は行えるものの、記者会見などでしばらく同じ姿勢をとっていると筋肉が強張って腕も上げられなくなる状態だという。

## 試合結果
2011年のアメリカンリーグ優勝決定戦は10月8日に開幕し、途中に移動日と雨天順延を挟んで8日間で6試合が行われた。日程・結果は以下の通り。
| 日付                                                  | 試合  | ビジター球団（先攻）   | スコア   | ホーム球団（後攻）     | 開催球場                   | 開催球場                                                             |
| ----------------------------------------------------- | ----- | ---------------------- | -------- | ---------------------- | -------------------------- | -------------------------------------------------------------------- |
| 10月08日（土）                                        | 第1戦 | デトロイト・タイガース | 2－3     | テキサス・レンジャーズ | レンジャーズ・ボールパーク | レンジャーズ・ · ボールパーク・ · イン・アーリントンコメリカ・パーク |
| 10月09日（日）                                        | 第2戦 | 雨天順延               | 雨天順延 | 雨天順延               | レンジャーズ・ボールパーク | レンジャーズ・ · ボールパーク・ · イン・アーリントンコメリカ・パーク |
| 10月10日（月）                                        | 第2戦 | デトロイト・タイガース | 3－7x    | テキサス・レンジャーズ | レンジャーズ・ボールパーク | レンジャーズ・ · ボールパーク・ · イン・アーリントンコメリカ・パーク |
| 10月11日（火）                                        | 第3戦 | テキサス・レンジャーズ | 2－5     | デトロイト・タイガース | コメリカ・パーク           | レンジャーズ・ · ボールパーク・ · イン・アーリントンコメリカ・パーク |
| 10月12日（水）                                        | 第4戦 | テキサス・レンジャーズ | 7－3     | デトロイト・タイガース | コメリカ・パーク           | レンジャーズ・ · ボールパーク・ · イン・アーリントンコメリカ・パーク |
| 10月13日（木）                                        | 第5戦 | テキサス・レンジャーズ | 5－7     | デトロイト・タイガース | コメリカ・パーク           | レンジャーズ・ · ボールパーク・ · イン・アーリントンコメリカ・パーク |
| 10月14日（金）                                        |       | 移動日                 | 移動日   | 移動日                 |                            | レンジャーズ・ · ボールパーク・ · イン・アーリントンコメリカ・パーク |
| 10月15日（土）                                        | 第6戦 | デトロイト・タイガース | 5－15    | テキサス・レンジャーズ | レンジャーズ・ボールパーク | レンジャーズ・ · ボールパーク・ · イン・アーリントンコメリカ・パーク |
| 優勝：テキサス・レンジャーズ（4勝2敗 / 2年連続2度目） |       |                        |          |                        |                            | レンジャーズ・ · ボールパーク・ · イン・アーリントンコメリカ・パーク |

### 第1戦 10月8日
- レンジャーズ・ボールパーク・イン・アーリントン（テキサス州アーリントン）

|                        | 1 | 2 | 3 | 4 | 5 | 6 | 7 | 8 | 9 | R | H | E |
| ---------------------- | - | - | - | - | - | - | - | - | - | - | - | - |
| デトロイト・タイガース | 0 | 0 | 0 | 0 | 2 | 0 | 0 | 0 | 0 | 2 | 7 | 1 |
| テキサス・レンジャーズ | 0 | 2 | 0 | 1 | 0 | 0 | 0 | 0 | X | 3 | 6 | 0 |

1. 勝利：アレクシー・オガンド（1勝）
2. セーブ：ネフタリ・フェリス（1S）
3. 敗戦：ジャスティン・バーランダー（1敗）
4. 本塁打
TEX：ネルソン・クルーズ1号ソロ
5. 審判
［球審］ティム・ウェルキー
［塁審］一塁: ラリー・バノーバー、二塁: ジム・ウルフ、三塁: フィールディン・カルブレス
［外審］左翼: ジェフ・ネルソン、右翼: トム・ハリオン
6. 試合開始時刻: 中部夏時間（UTC-5）午後7時6分  試合時間: 3時間7分  観客: 5万114人  気温: 74°F（23.3°C）
詳細: MLB.com Gameday / ESPN.com / Baseball-Reference.com / Fangraphs

| デトロイト・タイガース | デトロイト・タイガース | デトロイト・タイガース | デトロイト・タイガース | デトロイト・タイガース | テキサス・レンジャーズ | テキサス・レンジャーズ | テキサス・レンジャーズ | テキサス・レンジャーズ | テキサス・レンジャーズ                                                                                                 |
| ---------------------- | ---------------------- | ---------------------- | ---------------------- | --- | ---------------------- | ---------------------- | ---------------------- | ---------------------- | --- |
| 打順                   | 守備                   | 選手                   | 打席                   | J・バーランダーA・アビラM・カブレラR・サンティアゴB・インジJ・ペラルタR・レイバーンA・ジャクソンM・オルドニェスV・マルティネス | 打順                   | 守備                   | 選手                   | 打席                   | C・ウィルソンM・ナポリM・モアランドI・キンズラーA・ベルトレE・アンドラスD・マーフィーJ・ハミルトンN・クルーズM・ヤング |
| 1                      | 中                     | A・ジャクソン          | 右                     | J・バーランダーA・アビラM・カブレラR・サンティアゴB・インジJ・ペラルタR・レイバーンA・ジャクソンM・オルドニェスV・マルティネス | 1                      | 二                     | I・キンズラー          | 右                     | C・ウィルソンM・ナポリM・モアランドI・キンズラーA・ベルトレE・アンドラスD・マーフィーJ・ハミルトンN・クルーズM・ヤング |
| 2                      | 左                     | R・レイバーン          | 右                     | J・バーランダーA・アビラM・カブレラR・サンティアゴB・インジJ・ペラルタR・レイバーンA・ジャクソンM・オルドニェスV・マルティネス | 2                      | 遊                     | E・アンドラス          | 右                     | C・ウィルソンM・ナポリM・モアランドI・キンズラーA・ベルトレE・アンドラスD・マーフィーJ・ハミルトンN・クルーズM・ヤング |
| 3                      | 一                     | M・カブレラ            | 右                     | J・バーランダーA・アビラM・カブレラR・サンティアゴB・インジJ・ペラルタR・レイバーンA・ジャクソンM・オルドニェスV・マルティネス | 3                      | 中                     | J・ハミルトン          | 左                     | C・ウィルソンM・ナポリM・モアランドI・キンズラーA・ベルトレE・アンドラスD・マーフィーJ・ハミルトンN・クルーズM・ヤング |
| 4                      | DH                     | V・マルティネス        | 両                     | J・バーランダーA・アビラM・カブレラR・サンティアゴB・インジJ・ペラルタR・レイバーンA・ジャクソンM・オルドニェスV・マルティネス | 4                      | DH                     | M・ヤング              | 右                     | C・ウィルソンM・ナポリM・モアランドI・キンズラーA・ベルトレE・アンドラスD・マーフィーJ・ハミルトンN・クルーズM・ヤング |
| 5                      | 右                     | M・オルドニェス        | 右                     | J・バーランダーA・アビラM・カブレラR・サンティアゴB・インジJ・ペラルタR・レイバーンA・ジャクソンM・オルドニェスV・マルティネス | 5                      | 三                     | A・ベルトレ            | 右                     | C・ウィルソンM・ナポリM・モアランドI・キンズラーA・ベルトレE・アンドラスD・マーフィーJ・ハミルトンN・クルーズM・ヤング |
| 6                      | 捕                     | A・アビラ              | 左                     | J・バーランダーA・アビラM・カブレラR・サンティアゴB・インジJ・ペラルタR・レイバーンA・ジャクソンM・オルドニェスV・マルティネス | 6                      | 捕                     | M・ナポリ              | 右                     | C・ウィルソンM・ナポリM・モアランドI・キンズラーA・ベルトレE・アンドラスD・マーフィーJ・ハミルトンN・クルーズM・ヤング |
| 7                      | 遊                     | J・ペラルタ            | 右                     | J・バーランダーA・アビラM・カブレラR・サンティアゴB・インジJ・ペラルタR・レイバーンA・ジャクソンM・オルドニェスV・マルティネス | 7                      | 右                     | N・クルーズ            | 右                     | C・ウィルソンM・ナポリM・モアランドI・キンズラーA・ベルトレE・アンドラスD・マーフィーJ・ハミルトンN・クルーズM・ヤング |
| 8                      | 二                     | R・サンティアゴ        | 両                     | J・バーランダーA・アビラM・カブレラR・サンティアゴB・インジJ・ペラルタR・レイバーンA・ジャクソンM・オルドニェスV・マルティネス | 8                      | 左                     | D・マーフィー          | 左                     | C・ウィルソンM・ナポリM・モアランドI・キンズラーA・ベルトレE・アンドラスD・マーフィーJ・ハミルトンN・クルーズM・ヤング |
| 9                      | 三                     | B・インジ              | 右                     | J・バーランダーA・アビラM・カブレラR・サンティアゴB・インジJ・ペラルタR・レイバーンA・ジャクソンM・オルドニェスV・マルティネス | 9                      | 一                     | M・モアランド          | 左                     | C・ウィルソンM・ナポリM・モアランドI・キンズラーA・ベルトレE・アンドラスD・マーフィーJ・ハミルトンN・クルーズM・ヤング |
| 先発投手               | 先発投手               | 先発投手               | 投球                   | J・バーランダーA・アビラM・カブレラR・サンティアゴB・インジJ・ペラルタR・レイバーンA・ジャクソンM・オルドニェスV・マルティネス | 先発投手               | 先発投手               | 先発投手               | 投球                   | C・ウィルソンM・ナポリM・モアランドI・キンズラーA・ベルトレE・アンドラスD・マーフィーJ・ハミルトンN・クルーズM・ヤング |
| J・バーランダー        | J・バーランダー        | J・バーランダー        | 右                     | J・バーランダーA・アビラM・カブレラR・サンティアゴB・インジJ・ペラルタR・レイバーンA・ジャクソンM・オルドニェスV・マルティネス | C・ウィルソン          | C・ウィルソン          | C・ウィルソン          | 左                     | C・ウィルソンM・ナポリM・モアランドI・キンズラーA・ベルトレE・アンドラスD・マーフィーJ・ハミルトンN・クルーズM・ヤング |

### 第2戦 10月10日
- レンジャーズ・ボールパーク・イン・アーリントン（テキサス州アーリントン）

|                        | 1 | 2 | 3 | 4 | 5 | 6 | 7 | 8 | 9 | 10 | 11 | R | H  | E |
| ---------------------- | - | - | - | - | - | - | - | - | - | -- | -- | - | -- | - |
| デトロイト・タイガース | 0 | 0 | 3 | 0 | 0 | 0 | 0 | 0 | 0 | 0  | 0  | 3 | 8  | 0 |
| テキサス・レンジャーズ | 2 | 0 | 0 | 0 | 0 | 0 | 1 | 0 | 0 | 0  | 4x | 7 | 11 | 1 |

1. 勝利：マイク・アダムス（1勝）
2. 敗戦：ライアン・ペリー（1敗）
3. 本塁打
DET：ライアン・レイバーン1号3ラン
TEX：ネルソン・クルーズ2号ソロ・3号満塁
4. 審判
［球審］ラリー・バノーバー
［塁審］一塁: ジム・ウルフ、二塁: フィールディン・カルブレス、三塁: ジェフ・ネルソン
［外審］左翼: トム・ハリオン、右翼: ティム・ウェルキー
5. 試合開始時刻: 中部夏時間（UTC-5）午後3時20分  試合時間: 4時間25分  観客: 5万1227人  気温: 74°F（23.3°C）
詳細: MLB.com Gameday / ESPN.com / Baseball-Reference.com / Fangraphs

| デトロイト・タイガース | デトロイト・タイガース | デトロイト・タイガース | デトロイト・タイガース | デトロイト・タイガース                                                                                                 | テキサス・レンジャーズ | テキサス・レンジャーズ | テキサス・レンジャーズ | テキサス・レンジャーズ | テキサス・レンジャーズ                                                                                               |
| ---------------------- | ---------------------- | ---------------------- | ---------------------- | --- | ---------------------- | ---------------------- | ---------------------- | ---------------------- | --- |
| 打順                   | 守備                   | 選手                   | 打席                   | M・シャーザーA・アビラM・カブレラR・サンティアゴB・インジJ・ペラルタD・ヤングA・ジャクソンR・レイバーンV・マルティネス | 打順                   | 守備                   | 選手                   | 打席                   | D・ホランドM・ナポリM・モアランドI・キンズラーA・ベルトレE・アンドラスD・マーフィーJ・ハミルトンN・クルーズM・ヤング |
| 1                      | 中                     | A・ジャクソン          | 右                     | M・シャーザーA・アビラM・カブレラR・サンティアゴB・インジJ・ペラルタD・ヤングA・ジャクソンR・レイバーンV・マルティネス | 1                      | 二                     | I・キンズラー          | 右                     | D・ホランドM・ナポリM・モアランドI・キンズラーA・ベルトレE・アンドラスD・マーフィーJ・ハミルトンN・クルーズM・ヤング |
| 2                      | 二                     | R・サンティアゴ        | 両                     | M・シャーザーA・アビラM・カブレラR・サンティアゴB・インジJ・ペラルタD・ヤングA・ジャクソンR・レイバーンV・マルティネス | 2                      | 遊                     | E・アンドラス          | 右                     | D・ホランドM・ナポリM・モアランドI・キンズラーA・ベルトレE・アンドラスD・マーフィーJ・ハミルトンN・クルーズM・ヤング |
| 3                      | 左                     | D・ヤング              | 右                     | M・シャーザーA・アビラM・カブレラR・サンティアゴB・インジJ・ペラルタD・ヤングA・ジャクソンR・レイバーンV・マルティネス | 3                      | 中                     | J・ハミルトン          | 左                     | D・ホランドM・ナポリM・モアランドI・キンズラーA・ベルトレE・アンドラスD・マーフィーJ・ハミルトンN・クルーズM・ヤング |
| 4                      | 一                     | M・カブレラ            | 右                     | M・シャーザーA・アビラM・カブレラR・サンティアゴB・インジJ・ペラルタD・ヤングA・ジャクソンR・レイバーンV・マルティネス | 4                      | DH                     | M・ヤング              | 右                     | D・ホランドM・ナポリM・モアランドI・キンズラーA・ベルトレE・アンドラスD・マーフィーJ・ハミルトンN・クルーズM・ヤング |
| 5                      | DH                     | V・マルティネス        | 両                     | M・シャーザーA・アビラM・カブレラR・サンティアゴB・インジJ・ペラルタD・ヤングA・ジャクソンR・レイバーンV・マルティネス | 5                      | 三                     | A・ベルトレ            | 右                     | D・ホランドM・ナポリM・モアランドI・キンズラーA・ベルトレE・アンドラスD・マーフィーJ・ハミルトンN・クルーズM・ヤング |
| 6                      | 右                     | R・レイバーン          | 右                     | M・シャーザーA・アビラM・カブレラR・サンティアゴB・インジJ・ペラルタD・ヤングA・ジャクソンR・レイバーンV・マルティネス | 6                      | 捕                     | M・ナポリ              | 右                     | D・ホランドM・ナポリM・モアランドI・キンズラーA・ベルトレE・アンドラスD・マーフィーJ・ハミルトンN・クルーズM・ヤング |
| 7                      | 遊                     | J・ペラルタ            | 右                     | M・シャーザーA・アビラM・カブレラR・サンティアゴB・インジJ・ペラルタD・ヤングA・ジャクソンR・レイバーンV・マルティネス | 7                      | 右                     | N・クルーズ            | 右                     | D・ホランドM・ナポリM・モアランドI・キンズラーA・ベルトレE・アンドラスD・マーフィーJ・ハミルトンN・クルーズM・ヤング |
| 8                      | 捕                     | A・アビラ              | 左                     | M・シャーザーA・アビラM・カブレラR・サンティアゴB・インジJ・ペラルタD・ヤングA・ジャクソンR・レイバーンV・マルティネス | 8                      | 左                     | D・マーフィー          | 左                     | D・ホランドM・ナポリM・モアランドI・キンズラーA・ベルトレE・アンドラスD・マーフィーJ・ハミルトンN・クルーズM・ヤング |
| 9                      | 三                     | B・インジ              | 右                     | M・シャーザーA・アビラM・カブレラR・サンティアゴB・インジJ・ペラルタD・ヤングA・ジャクソンR・レイバーンV・マルティネス | 9                      | 一                     | M・モアランド          | 左                     | D・ホランドM・ナポリM・モアランドI・キンズラーA・ベルトレE・アンドラスD・マーフィーJ・ハミルトンN・クルーズM・ヤング |
| 先発投手               | 先発投手               | 先発投手               | 投球                   | M・シャーザーA・アビラM・カブレラR・サンティアゴB・インジJ・ペラルタD・ヤングA・ジャクソンR・レイバーンV・マルティネス | 先発投手               | 先発投手               | 先発投手               | 投球                   | D・ホランドM・ナポリM・モアランドI・キンズラーA・ベルトレE・アンドラスD・マーフィーJ・ハミルトンN・クルーズM・ヤング |
| M・シャーザー          | M・シャーザー          | M・シャーザー          | 右                     | M・シャーザーA・アビラM・カブレラR・サンティアゴB・インジJ・ペラルタD・ヤングA・ジャクソンR・レイバーンV・マルティネス | D・ホランド            | D・ホランド            | D・ホランド            | 左                     | D・ホランドM・ナポリM・モアランドI・キンズラーA・ベルトレE・アンドラスD・マーフィーJ・ハミルトンN・クルーズM・ヤング |

### 第3戦 10月11日
- コメリカ・パーク（ミシガン州デトロイト）

|                        | 1 | 2 | 3 | 4 | 5 | 6 | 7 | 8 | 9 | R | H  | E |
| ---------------------- | - | - | - | - | - | - | - | - | - | - | -- | - |
| テキサス・レンジャーズ | 1 | 0 | 0 | 0 | 0 | 0 | 0 | 1 | 0 | 2 | 8  | 0 |
| デトロイト・タイガース | 0 | 0 | 0 | 1 | 1 | 2 | 1 | 0 | X | 5 | 11 | 0 |

1. 勝利：ダグ・フィスター（1勝）
2. セーブ：ホセ・バルベルデ（1S）
3. 敗戦：コルビー・ルイス（1敗）
4. 本塁打
DET：ビクター・マルティネス1号ソロ、ジョニー・ペラルタ1号ソロ、ミゲル・カブレラ1号ソロ
5. 審判
［球審］ジム・ウルフ
［塁審］一塁: フィールディン・カルブレス、二塁: ジェフ・ネルソン、三塁: トム・ハリオン
［外審］左翼: ティム・ウェルキー、右翼: ラリー・バノーバー
6. 試合開始時刻: 東部夏時間（UTC-4）午後8時6分  試合時間: 3時間8分  観客: 4万1905人  気温: 65°F（18.3°C）
詳細: MLB.com Gameday / ESPN.com / Baseball-Reference.com / Fangraphs

| テキサス・レンジャーズ | テキサス・レンジャーズ | テキサス・レンジャーズ | テキサス・レンジャーズ | テキサス・レンジャーズ                                                                                           | デトロイト・タイガース | デトロイト・タイガース | デトロイト・タイガース | デトロイト・タイガース | デトロイト・タイガース                                                                                                   |
| ---------------------- | ---------------------- | ---------------------- | ---------------------- | --- | ---------------------- | ---------------------- | ---------------------- | ---------------------- | --- |
| 打順                   | 守備                   | 選手                   | 打席                   | C・ルイスY・トレアルバM・ヤングI・キンズラーA・ベルトレE・アンドラスE・チャベスJ・ハミルトンN・クルーズM・ナポリ | 打順                   | 守備                   | 選手                   | 打席                   | D・フィスターA・アビラM・カブレラR・サンティアゴD・ケリーJ・ペラルタR・レイバーンA・ジャクソンA・ダークスV・マルティネス |
| 1                      | 二                     | I・キンズラー          | 右                     | C・ルイスY・トレアルバM・ヤングI・キンズラーA・ベルトレE・アンドラスE・チャベスJ・ハミルトンN・クルーズM・ナポリ | 1                      | 中                     | A・ジャクソン          | 右                     | D・フィスターA・アビラM・カブレラR・サンティアゴD・ケリーJ・ペラルタR・レイバーンA・ジャクソンA・ダークスV・マルティネス |
| 2                      | 遊                     | E・アンドラス          | 右                     | C・ルイスY・トレアルバM・ヤングI・キンズラーA・ベルトレE・アンドラスE・チャベスJ・ハミルトンN・クルーズM・ナポリ | 2                      | 二                     | R・サンティアゴ        | 両                     | D・フィスターA・アビラM・カブレラR・サンティアゴD・ケリーJ・ペラルタR・レイバーンA・ジャクソンA・ダークスV・マルティネス |
| 3                      | 中                     | J・ハミルトン          | 左                     | C・ルイスY・トレアルバM・ヤングI・キンズラーA・ベルトレE・アンドラスE・チャベスJ・ハミルトンN・クルーズM・ナポリ | 3                      | 一                     | M・カブレラ            | 右                     | D・フィスターA・アビラM・カブレラR・サンティアゴD・ケリーJ・ペラルタR・レイバーンA・ジャクソンA・ダークスV・マルティネス |
| 4                      | 一                     | M・ヤング              | 右                     | C・ルイスY・トレアルバM・ヤングI・キンズラーA・ベルトレE・アンドラスE・チャベスJ・ハミルトンN・クルーズM・ナポリ | 4                      | DH                     | V・マルティネス        | 両                     | D・フィスターA・アビラM・カブレラR・サンティアゴD・ケリーJ・ペラルタR・レイバーンA・ジャクソンA・ダークスV・マルティネス |
| 5                      | 三                     | A・ベルトレ            | 右                     | C・ルイスY・トレアルバM・ヤングI・キンズラーA・ベルトレE・アンドラスE・チャベスJ・ハミルトンN・クルーズM・ナポリ | 5                      | 三                     | D・ケリー              | 左                     | D・フィスターA・アビラM・カブレラR・サンティアゴD・ケリーJ・ペラルタR・レイバーンA・ジャクソンA・ダークスV・マルティネス |
| 6                      | DH                     | M・ナポリ              | 右                     | C・ルイスY・トレアルバM・ヤングI・キンズラーA・ベルトレE・アンドラスE・チャベスJ・ハミルトンN・クルーズM・ナポリ | 6                      | 遊                     | J・ペラルタ            | 右                     | D・フィスターA・アビラM・カブレラR・サンティアゴD・ケリーJ・ペラルタR・レイバーンA・ジャクソンA・ダークスV・マルティネス |
| 7                      | 右                     | N・クルーズ            | 右                     | C・ルイスY・トレアルバM・ヤングI・キンズラーA・ベルトレE・アンドラスE・チャベスJ・ハミルトンN・クルーズM・ナポリ | 7                      | 捕                     | A・アビラ              | 左                     | D・フィスターA・アビラM・カブレラR・サンティアゴD・ケリーJ・ペラルタR・レイバーンA・ジャクソンA・ダークスV・マルティネス |
| 8                      | 捕                     | Y・トレアルバ          | 右                     | C・ルイスY・トレアルバM・ヤングI・キンズラーA・ベルトレE・アンドラスE・チャベスJ・ハミルトンN・クルーズM・ナポリ | 8                      | 左                     | R・レイバーン          | 右                     | D・フィスターA・アビラM・カブレラR・サンティアゴD・ケリーJ・ペラルタR・レイバーンA・ジャクソンA・ダークスV・マルティネス |
| 9                      | 左                     | E・チャベス            | 左                     | C・ルイスY・トレアルバM・ヤングI・キンズラーA・ベルトレE・アンドラスE・チャベスJ・ハミルトンN・クルーズM・ナポリ | 9                      | 右                     | A・ダークス            | 左                     | D・フィスターA・アビラM・カブレラR・サンティアゴD・ケリーJ・ペラルタR・レイバーンA・ジャクソンA・ダークスV・マルティネス |
| 先発投手               | 先発投手               | 先発投手               | 投球                   | C・ルイスY・トレアルバM・ヤングI・キンズラーA・ベルトレE・アンドラスE・チャベスJ・ハミルトンN・クルーズM・ナポリ | 先発投手               | 先発投手               | 先発投手               | 投球                   | D・フィスターA・アビラM・カブレラR・サンティアゴD・ケリーJ・ペラルタR・レイバーンA・ジャクソンA・ダークスV・マルティネス |
| C・ルイス              | C・ルイス              | C・ルイス              | 右                     | C・ルイスY・トレアルバM・ヤングI・キンズラーA・ベルトレE・アンドラスE・チャベスJ・ハミルトンN・クルーズM・ナポリ | D・フィスター          | D・フィスター          | D・フィスター          | 右                     | D・フィスターA・アビラM・カブレラR・サンティアゴD・ケリーJ・ペラルタR・レイバーンA・ジャクソンA・ダークスV・マルティネス |

### 第4戦 10月12日
- コメリカ・パーク（ミシガン州デトロイト）

|                        | 1 | 2 | 3 | 4 | 5 | 6 | 7 | 8 | 9 | 10 | 11 | R | H  | E |
| ---------------------- | - | - | - | - | - | - | - | - | - | -- | -- | - | -- | - |
| テキサス・レンジャーズ | 0 | 0 | 0 | 0 | 0 | 3 | 0 | 0 | 0 | 0  | 4  | 7 | 11 | 0 |
| デトロイト・タイガース | 0 | 0 | 2 | 0 | 0 | 0 | 1 | 0 | 0 | 0  | 0  | 3 | 5  | 1 |

1. 勝利：スコット・フェルドマン（1勝）
2. 敗戦：ホセ・バルベルデ（1敗1S）
3. 本塁打
TEX：ネルソン・クルーズ4号3ラン
DET：ブランドン・インジ1号ソロ
4. 審判
［球審］フィールディン・カルブレス
［塁審］一塁: ジェフ・ネルソン、二塁: トム・ハリオン、三塁: ティム・ウェルキー
［外審］左翼: ラリー・バノーバー、右翼: ジム・ウルフ
5. 試合開始時刻: 東部夏時間（UTC-4）午後6時32分  試合時間: 4時間0分  観客: 4万2234人  気温: 59°F（15°C）
詳細: MLB.com Gameday / ESPN.com / Baseball-Reference.com / Fangraphs

| テキサス・レンジャーズ | テキサス・レンジャーズ | テキサス・レンジャーズ | テキサス・レンジャーズ | テキサス・レンジャーズ                                                                                               | デトロイト・タイガース | デトロイト・タイガース | デトロイト・タイガース | デトロイト・タイガース | デトロイト・タイガース                                                                                               |
| ---------------------- | ---------------------- | ---------------------- | ---------------------- | --- | ---------------------- | ---------------------- | ---------------------- | ---------------------- | --- |
| 打順                   | 守備                   | 選手                   | 打席                   | M・ハリソンM・ナポリM・ヤングI・キンズラーA・ベルトレE・アンドラスD・マーフィーJ・ハミルトンN・クルーズY・トレアルバ | 打順                   | 守備                   | 選手                   | 打席                   | R・ポーセロA・アビラM・カブレラR・サンティアゴB・インジJ・ペラルタD・ヤングA・ジャクソンR・レイバーンV・マルティネス |
| 1                      | 二                     | I・キンズラー          | 右                     | M・ハリソンM・ナポリM・ヤングI・キンズラーA・ベルトレE・アンドラスD・マーフィーJ・ハミルトンN・クルーズY・トレアルバ | 1                      | 中                     | A・ジャクソン          | 右                     | R・ポーセロA・アビラM・カブレラR・サンティアゴB・インジJ・ペラルタD・ヤングA・ジャクソンR・レイバーンV・マルティネス |
| 2                      | 遊                     | E・アンドラス          | 右                     | M・ハリソンM・ナポリM・ヤングI・キンズラーA・ベルトレE・アンドラスD・マーフィーJ・ハミルトンN・クルーズY・トレアルバ | 2                      | 右                     | R・レイバーン          | 右                     | R・ポーセロA・アビラM・カブレラR・サンティアゴB・インジJ・ペラルタD・ヤングA・ジャクソンR・レイバーンV・マルティネス |
| 3                      | 中                     | J・ハミルトン          | 左                     | M・ハリソンM・ナポリM・ヤングI・キンズラーA・ベルトレE・アンドラスD・マーフィーJ・ハミルトンN・クルーズY・トレアルバ | 3                      | 一                     | M・カブレラ            | 右                     | R・ポーセロA・アビラM・カブレラR・サンティアゴB・インジJ・ペラルタD・ヤングA・ジャクソンR・レイバーンV・マルティネス |
| 4                      | 一                     | M・ヤング              | 右                     | M・ハリソンM・ナポリM・ヤングI・キンズラーA・ベルトレE・アンドラスD・マーフィーJ・ハミルトンN・クルーズY・トレアルバ | 4                      | DH                     | V・マルティネス        | 両                     | R・ポーセロA・アビラM・カブレラR・サンティアゴB・インジJ・ペラルタD・ヤングA・ジャクソンR・レイバーンV・マルティネス |
| 5                      | 三                     | A・ベルトレ            | 右                     | M・ハリソンM・ナポリM・ヤングI・キンズラーA・ベルトレE・アンドラスD・マーフィーJ・ハミルトンN・クルーズY・トレアルバ | 5                      | 左                     | D・ヤング              | 右                     | R・ポーセロA・アビラM・カブレラR・サンティアゴB・インジJ・ペラルタD・ヤングA・ジャクソンR・レイバーンV・マルティネス |
| 6                      | 捕                     | M・ナポリ              | 右                     | M・ハリソンM・ナポリM・ヤングI・キンズラーA・ベルトレE・アンドラスD・マーフィーJ・ハミルトンN・クルーズY・トレアルバ | 6                      | 捕                     | A・アビラ              | 左                     | R・ポーセロA・アビラM・カブレラR・サンティアゴB・インジJ・ペラルタD・ヤングA・ジャクソンR・レイバーンV・マルティネス |
| 7                      | 右                     | N・クルーズ            | 右                     | M・ハリソンM・ナポリM・ヤングI・キンズラーA・ベルトレE・アンドラスD・マーフィーJ・ハミルトンN・クルーズY・トレアルバ | 7                      | 遊                     | J・ペラルタ            | 右                     | R・ポーセロA・アビラM・カブレラR・サンティアゴB・インジJ・ペラルタD・ヤングA・ジャクソンR・レイバーンV・マルティネス |
| 8                      | 左                     | D・マーフィー          | 左                     | M・ハリソンM・ナポリM・ヤングI・キンズラーA・ベルトレE・アンドラスD・マーフィーJ・ハミルトンN・クルーズY・トレアルバ | 8                      | 二                     | R・サンティアゴ        | 両                     | R・ポーセロA・アビラM・カブレラR・サンティアゴB・インジJ・ペラルタD・ヤングA・ジャクソンR・レイバーンV・マルティネス |
| 9                      | DH                     | Y・トレアルバ          | 右                     | M・ハリソンM・ナポリM・ヤングI・キンズラーA・ベルトレE・アンドラスD・マーフィーJ・ハミルトンN・クルーズY・トレアルバ | 9                      | 三                     | B・インジ              | 右                     | R・ポーセロA・アビラM・カブレラR・サンティアゴB・インジJ・ペラルタD・ヤングA・ジャクソンR・レイバーンV・マルティネス |
| 先発投手               | 先発投手               | 先発投手               | 投球                   | M・ハリソンM・ナポリM・ヤングI・キンズラーA・ベルトレE・アンドラスD・マーフィーJ・ハミルトンN・クルーズY・トレアルバ | 先発投手               | 先発投手               | 先発投手               | 投球                   | R・ポーセロA・アビラM・カブレラR・サンティアゴB・インジJ・ペラルタD・ヤングA・ジャクソンR・レイバーンV・マルティネス |
| M・ハリソン            | M・ハリソン            | M・ハリソン            | 左                     | M・ハリソンM・ナポリM・ヤングI・キンズラーA・ベルトレE・アンドラスD・マーフィーJ・ハミルトンN・クルーズY・トレアルバ | R・ポーセロ            | R・ポーセロ            | R・ポーセロ            | 右                     | R・ポーセロA・アビラM・カブレラR・サンティアゴB・インジJ・ペラルタD・ヤングA・ジャクソンR・レイバーンV・マルティネス |

### 第5戦 10月13日
- コメリカ・パーク（ミシガン州デトロイト）

|                        | 1 | 2 | 3 | 4 | 5 | 6 | 7 | 8 | 9 | R | H  | E |
| ---------------------- | - | - | - | - | - | - | - | - | - | - | -- | - |
| テキサス・レンジャーズ | 1 | 0 | 0 | 0 | 1 | 0 | 0 | 2 | 1 | 5 | 10 | 1 |
| デトロイト・タイガース | 0 | 0 | 1 | 1 | 0 | 4 | 1 | 0 | X | 7 | 10 | 1 |

1. 勝利：ジャスティン・バーランダー（1勝1敗）
2. セーブ：フィル・コーク（1S）
3. 敗戦：C.J.ウィルソン（1敗）
4. 本塁打
TEX：ネルソン・クルーズ5号2ラン
DET：アレックス・アビラ1号ソロ、デルモン・ヤング1号ソロ・2号2ラン、ライアン・レイバーン2号ソロ
5. 審判
［球審］ジェフ・ネルソン
［塁審］一塁: トム・ハリオン、二塁: ティム・ウェルキー、三塁: ラリー・バノーバー
［外審］左翼: ジム・ウルフ、右翼: フィールディン・カルブレス
6. 試合開始時刻: 東部夏時間（UTC-4）午後4時22分  試合時間: 3時間21分  観客: 4万1908人  気温: 64°F（17.8°C）
詳細: MLB.com Gameday / ESPN.com / Baseball-Reference.com / Fangraphs

| テキサス・レンジャーズ | テキサス・レンジャーズ | テキサス・レンジャーズ | テキサス・レンジャーズ | テキサス・レンジャーズ                                                                                                 | デトロイト・タイガース | デトロイト・タイガース | デトロイト・タイガース | デトロイト・タイガース | デトロイト・タイガース                                                                                                   |
| ---------------------- | ---------------------- | ---------------------- | ---------------------- | --- | ---------------------- | ---------------------- | ---------------------- | ---------------------- | --- |
| 打順                   | 守備                   | 選手                   | 打席                   | C・ウィルソンM・ナポリM・モアランドI・キンズラーA・ベルトレE・アンドラスD・マーフィーJ・ハミルトンN・クルーズM・ヤング | 打順                   | 守備                   | 選手                   | 打席                   | J・バーランダーA・アビラM・カブレラR・サンティアゴB・インジJ・ペラルタD・ヤングA・ジャクソンR・レイバーンV・マルティネス |
| 1                      | 二                     | I・キンズラー          | 右                     | C・ウィルソンM・ナポリM・モアランドI・キンズラーA・ベルトレE・アンドラスD・マーフィーJ・ハミルトンN・クルーズM・ヤング | 1                      | 中                     | A・ジャクソン          | 右                     | J・バーランダーA・アビラM・カブレラR・サンティアゴB・インジJ・ペラルタD・ヤングA・ジャクソンR・レイバーンV・マルティネス |
| 2                      | 遊                     | E・アンドラス          | 右                     | C・ウィルソンM・ナポリM・モアランドI・キンズラーA・ベルトレE・アンドラスD・マーフィーJ・ハミルトンN・クルーズM・ヤング | 2                      | 右                     | R・レイバーン          | 右                     | J・バーランダーA・アビラM・カブレラR・サンティアゴB・インジJ・ペラルタD・ヤングA・ジャクソンR・レイバーンV・マルティネス |
| 3                      | 中                     | J・ハミルトン          | 左                     | C・ウィルソンM・ナポリM・モアランドI・キンズラーA・ベルトレE・アンドラスD・マーフィーJ・ハミルトンN・クルーズM・ヤング | 3                      | 一                     | M・カブレラ            | 右                     | J・バーランダーA・アビラM・カブレラR・サンティアゴB・インジJ・ペラルタD・ヤングA・ジャクソンR・レイバーンV・マルティネス |
| 4                      | DH                     | M・ヤング              | 右                     | C・ウィルソンM・ナポリM・モアランドI・キンズラーA・ベルトレE・アンドラスD・マーフィーJ・ハミルトンN・クルーズM・ヤング | 4                      | DH                     | V・マルティネス        | 両                     | J・バーランダーA・アビラM・カブレラR・サンティアゴB・インジJ・ペラルタD・ヤングA・ジャクソンR・レイバーンV・マルティネス |
| 5                      | 三                     | A・ベルトレ            | 右                     | C・ウィルソンM・ナポリM・モアランドI・キンズラーA・ベルトレE・アンドラスD・マーフィーJ・ハミルトンN・クルーズM・ヤング | 5                      | 左                     | D・ヤング              | 右                     | J・バーランダーA・アビラM・カブレラR・サンティアゴB・インジJ・ペラルタD・ヤングA・ジャクソンR・レイバーンV・マルティネス |
| 6                      | 捕                     | M・ナポリ              | 右                     | C・ウィルソンM・ナポリM・モアランドI・キンズラーA・ベルトレE・アンドラスD・マーフィーJ・ハミルトンN・クルーズM・ヤング | 6                      | 遊                     | J・ペラルタ            | 右                     | J・バーランダーA・アビラM・カブレラR・サンティアゴB・インジJ・ペラルタD・ヤングA・ジャクソンR・レイバーンV・マルティネス |
| 7                      | 右                     | N・クルーズ            | 右                     | C・ウィルソンM・ナポリM・モアランドI・キンズラーA・ベルトレE・アンドラスD・マーフィーJ・ハミルトンN・クルーズM・ヤング | 7                      | 三                     | B・インジ              | 右                     | J・バーランダーA・アビラM・カブレラR・サンティアゴB・インジJ・ペラルタD・ヤングA・ジャクソンR・レイバーンV・マルティネス |
| 8                      | 左                     | D・マーフィー          | 左                     | C・ウィルソンM・ナポリM・モアランドI・キンズラーA・ベルトレE・アンドラスD・マーフィーJ・ハミルトンN・クルーズM・ヤング | 8                      | 捕                     | A・アビラ              | 左                     | J・バーランダーA・アビラM・カブレラR・サンティアゴB・インジJ・ペラルタD・ヤングA・ジャクソンR・レイバーンV・マルティネス |
| 9                      | 一                     | M・モアランド          | 左                     | C・ウィルソンM・ナポリM・モアランドI・キンズラーA・ベルトレE・アンドラスD・マーフィーJ・ハミルトンN・クルーズM・ヤング | 9                      | 二                     | R・サンティアゴ        | 両                     | J・バーランダーA・アビラM・カブレラR・サンティアゴB・インジJ・ペラルタD・ヤングA・ジャクソンR・レイバーンV・マルティネス |
| 先発投手               | 先発投手               | 先発投手               | 投球                   | C・ウィルソンM・ナポリM・モアランドI・キンズラーA・ベルトレE・アンドラスD・マーフィーJ・ハミルトンN・クルーズM・ヤング | 先発投手               | 先発投手               | 先発投手               | 投球                   | J・バーランダーA・アビラM・カブレラR・サンティアゴB・インジJ・ペラルタD・ヤングA・ジャクソンR・レイバーンV・マルティネス |
| C・ウィルソン          | C・ウィルソン          | C・ウィルソン          | 左                     | C・ウィルソンM・ナポリM・モアランドI・キンズラーA・ベルトレE・アンドラスD・マーフィーJ・ハミルトンN・クルーズM・ヤング | J・バーランダー        | J・バーランダー        | J・バーランダー        | 右                     | J・バーランダーA・アビラM・カブレラR・サンティアゴB・インジJ・ペラルタD・ヤングA・ジャクソンR・レイバーンV・マルティネス |

### 第6戦 10月15日
- レンジャーズ・ボールパーク・イン・アーリントン（テキサス州アーリントン）

|                        | 1 | 2 | 3 | 4 | 5 | 6 | 7 | 8 | 9 | R  | H  | E |
| ---------------------- | - | - | - | - | - | - | - | - | - | -- | -- | - |
| デトロイト・タイガース | 1 | 1 | 0 | 0 | 2 | 0 | 0 | 1 | 0 | 5  | 10 | 2 |
| テキサス・レンジャーズ | 0 | 0 | 9 | 0 | 1 | 2 | 3 | 0 | X | 15 | 17 | 0 |

1. 勝利：アレクシー・オガンド（2勝）
2. 敗戦：マックス・シャーザー（1敗）
3. 本塁打
DET：ミゲル・カブレラ2号ソロ・3号ソロ、ジョニー・ペラルタ2号ソロ、オースティン・ジャクソン1号2ラン
TEX：マイケル・ヤング1号ソロ、ネルソン・クルーズ6号2ラン
4. 審判
［球審］トム・ハリオン
［塁審］一塁: ティム・ウェルキー、二塁: ラリー・バノーバー、三塁: ジム・ウルフ
［外審］左翼: フィールディン・カルブレス、右翼: ジェフ・ネルソン
5. 試合開始時刻: 中部夏時間（UTC-5）午後7時8分  試合時間: 3時間32分  観客: 5万1508人  気温: 80°F（26.7°C）
詳細: MLB.com Gameday / ESPN.com / Baseball-Reference.com / Fangraphs

| デトロイト・タイガース | デトロイト・タイガース | デトロイト・タイガース | デトロイト・タイガース | デトロイト・タイガース                                                                                                 | テキサス・レンジャーズ | テキサス・レンジャーズ | テキサス・レンジャーズ | テキサス・レンジャーズ | テキサス・レンジャーズ                                                                                             |
| ---------------------- | ---------------------- | ---------------------- | ---------------------- | --- | ---------------------- | ---------------------- | ---------------------- | ---------------------- | --- |
| 打順                   | 守備                   | 選手                   | 打席                   | M・シャーザーA・アビラM・カブレラR・サンティアゴB・インジJ・ペラルタD・ヤングA・ジャクソンR・レイバーンV・マルティネス | 打順                   | 守備                   | 選手                   | 打席                   | D・ホランドM・ナポリM・ヤングI・キンズラーA・ベルトレE・アンドラスE・チャベスJ・ハミルトンN・クルーズD・マーフィー |
| 1                      | 中                     | A・ジャクソン          | 右                     | M・シャーザーA・アビラM・カブレラR・サンティアゴB・インジJ・ペラルタD・ヤングA・ジャクソンR・レイバーンV・マルティネス | 1                      | 二                     | I・キンズラー          | 右                     | D・ホランドM・ナポリM・ヤングI・キンズラーA・ベルトレE・アンドラスE・チャベスJ・ハミルトンN・クルーズD・マーフィー |
| 2                      | 右                     | R・レイバーン          | 右                     | M・シャーザーA・アビラM・カブレラR・サンティアゴB・インジJ・ペラルタD・ヤングA・ジャクソンR・レイバーンV・マルティネス | 2                      | 遊                     | E・アンドラス          | 右                     | D・ホランドM・ナポリM・ヤングI・キンズラーA・ベルトレE・アンドラスE・チャベスJ・ハミルトンN・クルーズD・マーフィー |
| 3                      | 一                     | M・カブレラ            | 右                     | M・シャーザーA・アビラM・カブレラR・サンティアゴB・インジJ・ペラルタD・ヤングA・ジャクソンR・レイバーンV・マルティネス | 3                      | 中                     | J・ハミルトン          | 左                     | D・ホランドM・ナポリM・ヤングI・キンズラーA・ベルトレE・アンドラスE・チャベスJ・ハミルトンN・クルーズD・マーフィー |
| 4                      | DH                     | V・マルティネス        | 両                     | M・シャーザーA・アビラM・カブレラR・サンティアゴB・インジJ・ペラルタD・ヤングA・ジャクソンR・レイバーンV・マルティネス | 4                      | 一                     | M・ヤング              | 右                     | D・ホランドM・ナポリM・ヤングI・キンズラーA・ベルトレE・アンドラスE・チャベスJ・ハミルトンN・クルーズD・マーフィー |
| 5                      | 左                     | D・ヤング              | 右                     | M・シャーザーA・アビラM・カブレラR・サンティアゴB・インジJ・ペラルタD・ヤングA・ジャクソンR・レイバーンV・マルティネス | 5                      | 三                     | A・ベルトレ            | 右                     | D・ホランドM・ナポリM・ヤングI・キンズラーA・ベルトレE・アンドラスE・チャベスJ・ハミルトンN・クルーズD・マーフィー |
| 6                      | 遊                     | J・ペラルタ            | 右                     | M・シャーザーA・アビラM・カブレラR・サンティアゴB・インジJ・ペラルタD・ヤングA・ジャクソンR・レイバーンV・マルティネス | 6                      | 捕                     | M・ナポリ              | 右                     | D・ホランドM・ナポリM・ヤングI・キンズラーA・ベルトレE・アンドラスE・チャベスJ・ハミルトンN・クルーズD・マーフィー |
| 7                      | 捕                     | A・アビラ              | 左                     | M・シャーザーA・アビラM・カブレラR・サンティアゴB・インジJ・ペラルタD・ヤングA・ジャクソンR・レイバーンV・マルティネス | 7                      | 右                     | N・クルーズ            | 右                     | D・ホランドM・ナポリM・ヤングI・キンズラーA・ベルトレE・アンドラスE・チャベスJ・ハミルトンN・クルーズD・マーフィー |
| 8                      | 三                     | B・インジ              | 右                     | M・シャーザーA・アビラM・カブレラR・サンティアゴB・インジJ・ペラルタD・ヤングA・ジャクソンR・レイバーンV・マルティネス | 8                      | DH                     | D・マーフィー          | 左                     | D・ホランドM・ナポリM・ヤングI・キンズラーA・ベルトレE・アンドラスE・チャベスJ・ハミルトンN・クルーズD・マーフィー |
| 9                      | 二                     | R・サンティアゴ        | 両                     | M・シャーザーA・アビラM・カブレラR・サンティアゴB・インジJ・ペラルタD・ヤングA・ジャクソンR・レイバーンV・マルティネス | 9                      | 左                     | E・チャベス            | 左                     | D・ホランドM・ナポリM・ヤングI・キンズラーA・ベルトレE・アンドラスE・チャベスJ・ハミルトンN・クルーズD・マーフィー |
| 先発投手               | 先発投手               | 先発投手               | 投球                   | M・シャーザーA・アビラM・カブレラR・サンティアゴB・インジJ・ペラルタD・ヤングA・ジャクソンR・レイバーンV・マルティネス | 先発投手               | 先発投手               | 先発投手               | 投球                   | D・ホランドM・ナポリM・ヤングI・キンズラーA・ベルトレE・アンドラスE・チャベスJ・ハミルトンN・クルーズD・マーフィー |
| M・シャーザー          | M・シャーザー          | M・シャーザー          | 右                     | M・シャーザーA・アビラM・カブレラR・サンティアゴB・インジJ・ペラルタD・ヤングA・ジャクソンR・レイバーンV・マルティネス | D・ホランド            | D・ホランド            | D・ホランド            | 左                     | D・ホランドM・ナポリM・ヤングI・キンズラーA・ベルトレE・アンドラスE・チャベスJ・ハミルトンN・クルーズD・マーフィー |